# Le Corrézien
Le Corrézien, sous-titré « journal politique, agricole, industriel, littéraire et d'annonces » est un journal édité à Tulle, en Corrèze (France) qui a paru de 1855 à 1944.

## Histoire
Le premier numéro parait le 31 décembre 1855 et cesse de paraître dans sa 89e année le 14 août 1944.
Sa fréquence était de trois éditions par semaine puis est devenu quotidien.